# Peter Cetera
Peter Cetera, celým jménem Peter Paul Cetera (* 13. září 1944 Chicago, Illinois) je americký zpěvák, skladatel a basista. Patří mezi původní členy skupiny Chicago, ve které působil v letech 1967–1985. Po opuštění skupiny se úspěšně věnoval sólové kariéře. S Chicagem vydal 17 alb, sólově osm.

## Životopis

### Skupina Chicago

#### Začátky v Chicagu
V prosinci 1967 Cetera navštívil show, kde vystupovala skupina The Big Thing. Cetera byl zaujat aranžmá jejich písní v kombinaci s rock'n'rollem a po dvou týdnech rozmýšlení a poslechu se rozhodl opustit The Exceptions a stal se součástí The Big Thing. Skupina brzy změnila název na Chicago Transit Authority a nakonec ho zkrátila na Chicago. V roce 1969 vydali své debutové album Chicago Transit Authority na Columbia Records. Cetera nazpíval vokály ke třem písním, svůj tenorový rozsah poté využil při doplnění dvou hlavních zpěváků ve skupině – klávesistu Roberta Lamma a kytaristu Terryho Katha.
Další deska se stala velice populární a skupinu značně proslavila po světě. Píseň 25 or 6 to 4 byla prvním velkým hitem, na kterém Cetera zpívá hlavní hlas. Právě na této desce se nachází první autorská píseň, kterou Cetera v Chicagu napsal. Během sedmdesátých let se Cetera stával stále plodnějším autorem na písně skupiny, zejména jeho skladby Wishing You Were Here a Happy Man se na albu z roku 1974 staly hity. Zlomový rok přišel v roce 1976, když skupina Chicago vydala baladu If You Leave Me Now, kterou Cetera napsal a nazpíval. Jednalo se o první singl této skupiny ve Spojených státech, který se dostal na první místo v žebříčcích po celém světě. Píseň byla oceněna zlatou a platinovou cenou asociací pro nahrávání (RIAA) a vyhrála Chicagu cenu Grammy. V dalších letech se Cetera stal plnohodnotným zpěvákem a kytaristou skupiny.

#### Konec sedmdesátých let
V této době, tedy v druhé polovině sedmdesátých let, spolupracoval Cetera příležitostně také s dalšími umělci. V roce 1976 se objevil na debutovém albu písničkáře Angela, v roce 1977 zazpíval na albu Ricciho Martina a jeho hlas zněl také v písni Making Love in the Afternoon. Zatímco na přelomu sedmdesátých let s osmdesátými raketově vzrostla popularita diskotékové hudby, popularita Chicaga klesala. Deska Chicago XIV se nedočkala úspěchu a hudební vydavatelství Columbia Records vypověděla skupině smlouvu. Cetera toužil po tvorbě jiného směru hudby, než kterou produkoval s Chicagem a vydal tak vlastní desku, jednoduše pojmenovanou Peter Cetera u společnosti Warner Bros Records. Desce se ale nedostalo dostatečné propagace, protože společnost Warner Bros se bála, že Cetera by svou popularitou mohl přesáhnout upadající Chicago, se kterým mělo vydavatelství smlouvu.
Přelomový moment ale přišel v roce 1982, když Cetera se skladatelem Davidem Fosterem, který s Chicagem spolupracoval, napsali píseň Hard to Say I'm Sorry. Skladbu se skupinou nahráli (hlavní hlas má právě Cetera) a okamžitě se z ní stal celosvětový hit. Pro Chicago znamenala píseň velký návrat do čela hitparád, skladba byla nominována na Grammy za nejlepší pop počin. Skladba vyšla na desce, jejímž autorem a zpěvákem byl z většinové části právě Cetera, který svými autorskými počiny katapultoval celou skupinu zpátky na vrchol. Skupina začala znovu intenzivně koncertovat a nahrávat. Když vyšla další deska Chicago 17 v roce 1984, stala se nejúspěšnějším albem v historii skupiny a celkem se jich v USA prodalo přes šest milionů kusů. Všechny čtyři singly z alba zpíval Cetera, včetně tří, na kterých se podílel jako spoluautor a všechny se umístily v top 20: Stay the Night – písně You're the Inspiration, Along Comes a Woman a Hard Habit to Break. Písně přinesli pro Ceteru tři nominace na Grammy: dvě za člena Chicaga a jednu společně s Davidem Fosterem za nejlepší vokální aranžmá. Získal také ocenění ASACP za nejhranější skladbu You're the Inspiration.

#### Spory ve skupině a odchod z Chicaga
S příchodem popularity MTV a stále oblíbenějších videoklipů se Cetera stal neoficiální tváří Chicaga. Jeho popularita ale byla tak velká, že začal uvažovat o nahrání dalšího alba. Cetera navrhoval zbytku skupiny, aby změnili svou hudební produkci a chtěl se více přiblížit popu a pop baladám, ostatní členové ovšem zájem o inovaci neprojevili. Po nahrání další desky Chicago 17 již Cetera nejevil příliš velký zájem o další velké turné, ovšem skupina i tak uskutečnila velké turné k propagaci tohoto alba. Když turné v květnu 1985 skončilo, vztahy mezi Ceterou a zbytkem skupiny nebyli nijak růžové – Ceterova popularita již přerůstala popularitu celé skupiny a fanoušci jej považovali za tvář skupiny. Cetera si navíc chtěl odpočinout od permanentního koncertování a nahrávání, zatímco zbytek skupiny chtěl další turné a nové desky. Cetera navíc věděl, že i přesto, že všechny velké hity za poslední roky napsal on, nemůže ve skupině dělat hudbu, co by chtěl a musí se přizpůsobovat ostatním. Nálada v Chicagu tak postupně nabývala formy sporu.
Cetera se po dalších sporech ohledně budoucnosti skupiny nakonec rozhodl Chicago v červenci 1985 opustit. V rozhovoru v roce 1987 poté uvedl, že rozchod se skupinou nebyl nijak přátelský a zasáhl obě strany.

### Sólová kariéra

#### 1986–1989
Po odchodu z Chicaga Cetera nijak nestrádal a následovala řada úspěchu. Jeho první singl, píseň Glory of Love, byla použita jako ústřední melodie pro film The Karate Kid Part II a stal se hitem číslo jedna v hitparádách Billboard Hot 100 a Adult Contemporary v USA v roce 1986. Podobného úspěchu se píseň dočkala po celém světě. Cetera s písní dále získal mnoho cen, mimo jiné byl také nominován na Oscara a Zlatý glóbus v kategoriích nejlepších autorských písní. Glory of Love vyšla na druhém sólovém albu Cetery s názvem Solitaire, které vyšlo v roce 1986. Album bylo úspěšné, prodalo se více než milion kopií a RIAA jej certifikovalo na zlato a platinu. Brzy Cetera nazpíval další píseň, která se proměnila v hit a bodovala ve světových hitparádách – popovou baladu v podobě duetu s Amy Grant jménem The Next Time I Fall.
V roce 1988 se Cetera spojil s producentem Patrickem Leonardem a vydal své třetí sólové album One More Story. Cetera na albu představil písně One More Story a One Good Woman, které se umístili na prvních pěti místech v hitparádě. Na albu s Ceterou spolupracovala i Madonna. V roce 1989 nahrál Cetera další duet, tentokrát s Cher, nazvaný After All, který se stal soundtrackem filmu Chances Are. Duet zaznamenal mimořádný úspěch, týdny se držel v americkém žebříčku Billboard Hot 100 a získal zlatou certifikaci RIAA.

#### 90. léta
V roce 1991 Cetera společně s Davidem Fosterem a Lindou Thompsonovou napsali a nazpívali píseň Voices That Care, které v podkladu s dokumentárním videem mělo pomoci zvýšit odhodlání amerických vojáků zapojených do operace Pouštní bouře a také podpořit mezinárodní organizace Červeného kříže. Singl dosáhl jedenácté přičky ve světové hitparádě. O rok později vyšlo Ceterovo další album World Falling Down. Vyšel na něm hit Restless Heart a další dva úspěšné singly: I Fool Can See a Feels Like Heaven. Cetera byl za skladby oceněn třemi cenami. Ukončil svou spolupráci s vydavatelstvím Warner Bros a své čtvrté album vydal v roce 1995 ve spolupráci se společností North Records. Deska s názvem One Clear Voice obsahovala singl I Wanna Take Forever Tonight, duet s Crystal Bernardovou, který se opět umístil v žebříčku Adult Contemporary a dosáhl úspěšných příček ve světových hitparádách.
Cetera na přelomu let 1995 a 1996 také vyrazil na první velké sólové turné, které ale muselo být během jeho konání odsunuto, kvůli Ceterově nehodě na motocyklu. O rok později, v roce 1997 vyšlo kompilační album You're the Inspiration: Collection, ve kterém vyšly Ceterovy nejúspěšnější sólové nahrávky a tři nově nahrané písně, které napsal ještě jako člen Chicaga. Na albu vyšly ještě dvě nové písně.

#### Po roce 2000
V roce 2001 vyšla nová deska Another Perfect World, album oproti předchozím ovšem nezaznamenalo tak velkou popularitu. V roce 2002 vystoupil Cetera se směsicí čtyř písní na koncertě ke Světovému dni dětí, na kterém ho doprovázel David Foster a velký symfonický orchestr. Mimo jiné zazpíval své největší hity z dob Chicaga – Hard To Say I'm Sorry, You're the Inspiration a sólový hit Glory of Love. Jeho vystoupení zaznamenalo obrovský ohlas a Cetera se po dvou letech vrátil na příčky hitparád. Od roku 2003 do roku 2007 Cetera každý rok absolvoval koncertní šňůru, během čtyř let tak odehrál přes 400 koncertů. V roce 2004 vydal Cetera sbírku vánočních klasických písní You Just Gotta Love Christmas a vystoupil na velkém vánočním koncertě, který byl vysílán po celých Spojených státech.

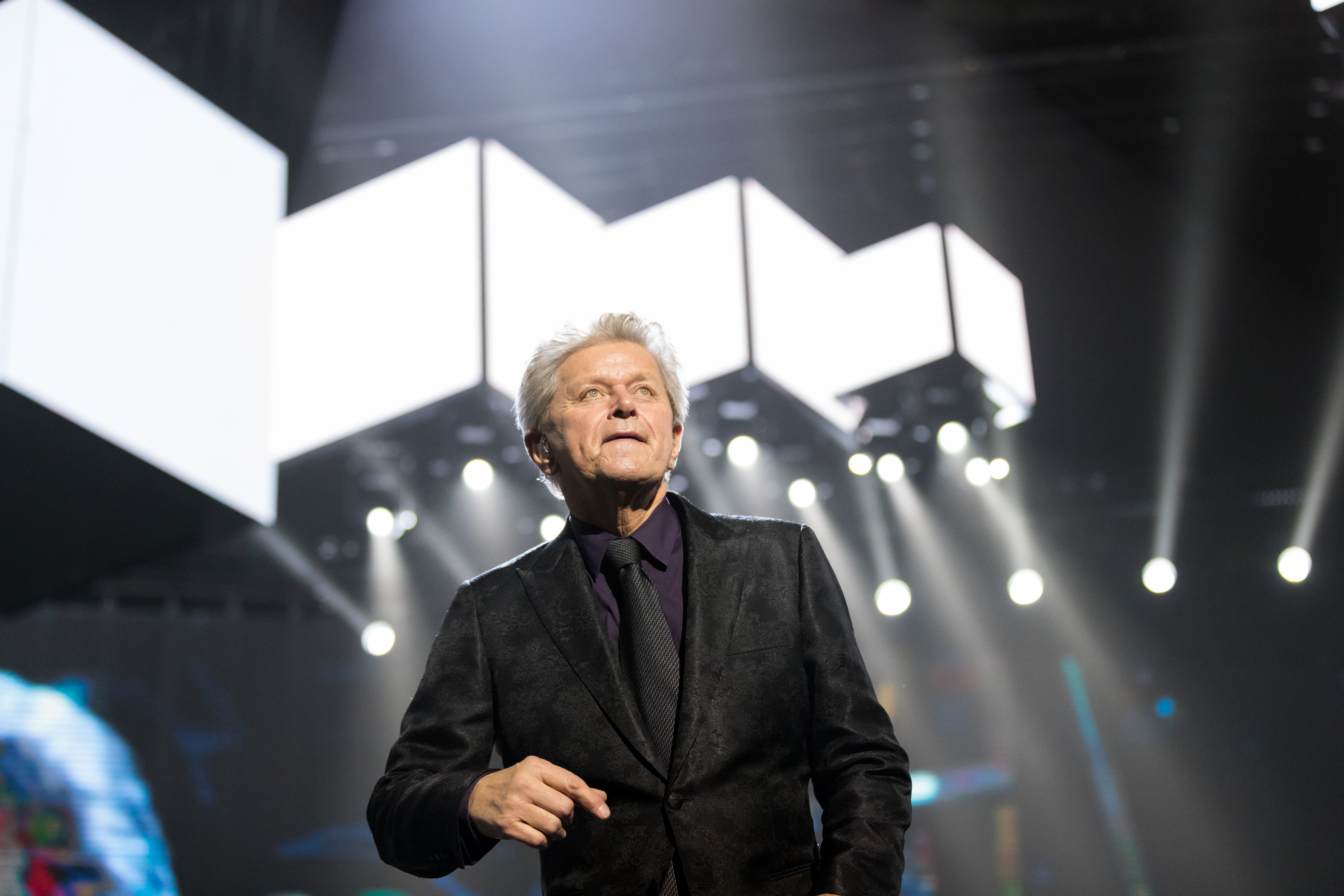
Cetera na koncertě v Německu, rok 2017

Po roce 2010 založil vlastní doprovodnou kapelu The Bad Daddies, které ho doprovázejí na jeho koncertech a hrají s ním písně nejen z jeho éry z Chicaga, ale i jeho sólové hity. V letech 2014–2017 odehrál tři koncertní turné a objel zhruba 200 měst. S velkým úspěchem také v roce 2017 vystoupil na galakoncertu Night of the Proms v Německu a Lucembursku, poté na španělském festivalu. Téhož roku vyšlo velké kompilační album The Very Best of Peter Cetera, které mapovalo jeho hudební dráhu od roku 1967 v Chicagu a poté jeho sólovou kariéru a nabídlo jeho nejúspěšnější hudbu. V roce 2018 pokračoval v koncertní šňůře.

### Konec kariéry
V rozhovoru pro podcast s Markem Pattisonem v listopadu 2019 Cetera řekl, že je "hotový". Vysvětlil, že už delší dobu uvažoval o konci kariéry, protože chce skončit dříve, než ztratí hlas. Řekl také, že ho vyčerpává cestování spojené s koncertními turné a s humorem uvedl, že nyní se musí "naučit být zpěvákem bez zpívání".